# Manhã Submersa
Manhã submersa é um romance do escritor português Vergílio Ferreira publicado em 1954 pela SEC. Deu origem ao filme com o mesmo nome de Lauro António.

Recebeu o Prémio Femina estrangeiro em 1990.

## Apresentação da obra
A história relata a trajetória de António Santos Lopes, uma criança de família pobre que, por ser inteligente, é obrigado, sob a influência da Dona Estefânia, a estudar num seminário. O narrador do romance é o próprio António Santos Lopes adulto. Personagem principal de Manhã Submersa, António Santos Lopes já aparecera no romance Vagão J, de 1946. Manhã Submersa é uma obra de ficção, com caraterísticas de um romance de aprendizagem, mas com cunho autobiográfico, e que se situa na confluência entre a estética do neo-realismo e a filosofia do existencialismo.

## Análise da obra

### Ação
A narrativa passa-se em três espaços distintos: o seminário, a casa pobre da família do jovem António e a casa rica de D. Estefânia.

### Personagens
- António Santos Lopes, personagem principal.
- D. Estefânia.
- Gama, colega de António Santos Lopes.
- Gaudêncio, colega de António Santos Lopes.
- Tomas, Padre (Líder do seminário)

### Espaço e tempo

#### Espaço
Na obra Manhã Submersa o espaço  exerce uma função essencial de ordem psicológica, social e simbólica. Do ponto de vista psicológico, a representação monstruosa e angustiante do seminário exprime-se já no segundo capítulo : « Lentamente o casarão foi rodando com a curva da estrada, espiando-nos no alto da sua quietude lôbrega pelos cem olhos da janela. Até que, chegados à larga boca do portão, nos tragou a todos imediatamente, serrando as mandíbulas logo atrás. »

### Grandes Temas
No livro de Vergílio Ferreira, Manhã Submersa, sobre o seminário do Fundão, o autor não trabalha expressamente o tema dos abusos sexuais, mas deixa-o no ar, subliminarmente, a certa altura.